# Marek Kondrat
Marek Tadeusz Kondrat (sinh ngày 18 tháng 10 năm 1950) là một cựu diễn viên điện ảnh và sân khấu người Ba Lan.

## Sự nghiệp
Kondrat tốt nghiệp Học viện nghệ thuật sân khấu quốc gia Aleksander Zelwerowicz ở Warsaw (PWST). Ông lần đầu đóng phim với vai diễn một đứa trẻ trong bộ phim Historia żółtej ciżemki năm 1961.
Trong những năm 1972-1973, Kondrat làm việc tại Nhà hát Stanisław Wyspiański Silesian ở Katowice. Ông cũng làm việc tại Nhà hát Kịch ở Warsaw (1973–1984, 1987–1988), Viện Pháp (1984), Nhà hát mới (1985–1986), Nhà hát hài kịch (1989), Nhà hát Za Dalekim (1990), Nhà hát Ateneum (1992– 1999) và Nhà hát của Zygmunta Hübner (2002).
Kondrat đóng vai chính trong bộ phim hài kịch Day of the Wacko năm 2002 và bộ phim chính kịch We're All Christs năm 2006 của đạo diễn Marek Koterski. Trong đó, bộ phim We're All Christs nhận được 9 đề cử cho Giải thưởng Điện ảnh Ba Lan năm 2007.

## Đời tư
Ông kết hôn với Antonina Turnau, con gái của nhạc sĩ Grzegorz Turnau vào ngày 19 tháng 9 năm 2015.

## Tác phẩm
- Maszyna losująca (2007),
- Ryś (2007)
- Wszyscy jesteśmy Chrystusami (2006) - vai Adaś Miauczyński
- Wróżby kumaka (2005) - vai Marczak
- Solidarność, Solidarność... (2005)
- Trzeci (2004)
- Superprodukcja (2003) - vai Folksdojcz
- Haker (2002)
- Dzień świra (2002) - vai Adaś Miauczyński
- Pieniądze to nie wszystko (2001) - vai Tomasz Adamczyk
- Weiser (2000) - vai Paweł Heller
- Prawo ojca (1999) - vai Michał Kord
- Pan Tadeusz (1999) - vai Hrabia
- Operacja Samum (1999) - vai Józef Mayer
- With Fire and Sword (1999)
- Kiler-ów 2-óch (1999)
- Bill Diamond (1999)
- Złoto dezerterów (1998)
- Siedlisko (1998)
- Ekstradycja 3 (1998)
- Pułapka (1997)
- Pokój 107 (1997)
- Kiler (1997)
- Słodko gorzki (1996)
- Słaba wiara w opowieści weekendowe (1996)
- Nocne graffiti (1996)
- Ekstradycja 2 (1996)
- Autoportret z kochanką (1996)
- Pułkownik Kwiatkowski (1995)
- Ekstradycja (1995)
- Zawrócony (1994)
- Szczur (1994)
- Panna z mokrą głową (1994)
- Taranthriller (1993)
- Straszny sen Dzidziusia Górkiewicza (1993)
- Skutki noszenia kapelusza w maju (1993)
- Lepiej być piękną i bogatą (1993)
- Koloss (1993)
- Człowiek z... (1993)
- Wszystko, co najważniejsze (1992)
- Sauna (1992)
- Psy (1992)
- Enak (1992)
- Czy ktoś mnie kocha w tym domu? (1992)
- V.I.P. (1991)
- Obywatel świata (1991)
- Kuchnia polska (1991)
- Po własnym pogrzebie (1989)
- Po upadku. Sceny z życia nomenklatury (1989)
- Lawa (1989)
- Czarny wąwóz (1989)
- Weryfikacja (1986)
- Mrzonka (1985)
- C. K. Dezerterzy (1985)
- Rok spokojnego słońca (1984)
- Kobieta w kapeluszu (1984)
- Dom wariatów (1984)
- Bez końca (1984)
- Pastorale heroica (1983)
- Epitafium dla Barbary Radziwiłłówny (1982)
- Danton (1982)
- Yokohama (1981)
- Dziecinne pytania (1981)
- Dreszcze (1981)
- Człowiek z żelaza (1981)
- Grzechy dzieciństwa (1980)
- Lekcja martwego języka (1979)
- Sprawa Gorgonowej (1977)
- Pokój z widokiem na morze (1977)
- Smuga cienia (1976)
- Zaklęte rewiry (1975)
- Koniec wakacji (1974)
- Między brzegami (1962)
- Historia żółtej ciżemki (1961) - vai Wawrzek